# 弗倫奇萊克鎮區 (明尼蘇達州賴特縣)
弗倫奇萊克鎮區（英語：French Lake Township）是位於美國明尼蘇達州賴特縣的一個行政鎮區。

## 地方資料
弗倫奇萊克鎮區的面積為91.81平方千米，當中陸地面積為86.65平方千米，而水域面積為5.16平方千米。根據2020年美國人口普查的數據，當地共有人口1213人，而人口密度為每平方千米13.21人。